# Elliot Goldenthal
Elliot Goldenthal (Nova York, Estats Units, 2 de maig de 1954) és un compositor de cinema estatunidenc, guanyador l'any 2002 d'un Oscar i un Globus d'Or per Frida.

## Biografia
Va estudiar amb Aaron Copland i John Corigliano a la Manhattan School of Music, i és conegut per la seva habilitat en barrejar diversos estils musicals i tècniques de forma original i enginyosa, semblant al seu contemporani Jerry Goldsmith. Goldenthal ha desenvolupat un estil molt propi fàcilment recognoscible per l'ús que en fa del metall, especialment els saxòfons, i de la corda, i sovint amb elements del jazz, la big band i el swing als seus treballs.
Els seus crèdits inclouen èxits comercials com Alien 3 (1992), Demolition Man (1993), Interview With the Vampire (1994), Batman Forever (1995), Heat (1995), A Time to Kill (1996), Batman and Robin (1997), Final Fantasy: The Spirits Within (2001) i Frida (2002),així com els èxits de la crítica Michael Collins (1996), The Butcher Boy (1997) i Titus (1999).
Però a més a més de la música pel cinema, Goldenthal és igualment actiu component música per a teatre, les seves obres més famoses en aquest terreny són el críticament aclamat memorial simfònic commemoratiu de la guerra del Vietnam Fire Water Paper, la missa de carnaval Juan Darien, el ballet Othello (que es convertiria posteriorment en una pel·lícula de TV el 2003), i l'eclèctic musical de Broadway The Green Bird, basat en una obra del segle xiii de Carlo Gozzi. El 2006, Goldenthal ha estrenat una òpera, Grendel, basada en la història clàssica de Beowulf.

## Filmografia
- 2007 - Across the Universe
- 2003 - S.W.A.T.
- 2002 - The Good Thief
- 2002 - Frida
- 2001 - Final Fantasy: La força interior (Final Fantasy: The Spirits Within)
- 1999 - 'Titus
- 1998 - Sphere
- 1998 - In Dreams
- 1997 - The Butcher Boy
- 1997 - Batman & Robin
- 1996 - Michael Collins
- 1996 - A Time to Kill
- 1995 - Heat
- 1995 - Batman Forever
- 1994 - Roswell (TV)
- 1994 - Interview with the Vampire: The Vampire Chronicles
- 1994 - Cobb
- 1993 - Golden Gate
- 1993 - Demolition Man
- 1992 - Fools Fire (TV)
- 1992 - Alien 3
- 1991 - Grand Isle
- 1989 - Pet Sematary
- 1989 - Drugstore Cowboy
- 1980 - Blank Generation
- 1979 - Cocaine Cowboys